# Ямагути (префектура)
Ямагути (яп. 山口県 Ямагути-кэн) — префектура, расположенная в регионе Тюгоку на острове Хонсю, Япония. Площадь префектуры составляет 6114,09 км², население — 1 409 952 человека (1 августа 2014), плотность населения — 230,61 чел./км². Административный центр префектуры — город Ямагути. Самый крупный город префектуры — Симоносеки.
Префектуре принадлежит остров Цуносима (яп. 角島), соединённый с основной частью мостом Цуносима.

## История
В прошлом на территории префектуры Ямагути располагались провинции Нагато и Суо. Префектура была частью земель рода Мори в период Сэнгоку. После открытия Японии коммодором Мэттью Пэрри, роды из Нагато сыграли ключевую роль в падении сёгуната Токугава и нового имперского правительства.

## Административно-территориальное деление
В префектуре Ямагути расположено 13 городов и 4 уезда (6 посёлков).

### Города
Список городов префектуры:
| - Ивакуни; - Кудамацу; - Мине; - Нагато; - Санъёонода; - Симоносеки; - Сюнан; | - Убе; - Хаги; - Хикари; - Хофу; - Ямагути; - Янаи. |

### Уезды
Посёлки по уездам:
| - Осима; - Суоосима; | - Куга; - Ваки; | - Кумаге; - Каминосеки; - Табусе; - Хирао; | - Абу; - Абу. |

## Символика
Эмблема и флаг префектуры были приняты 3 сентября 1962 года. Эмблема представляет собой сочетание стилизованных иероглифов «яма» (яп. 山) и «гути» (яп. 口) и символизирует собой птицу, взмывающую к солнцу.
Цветком префектуры 22 марта 1954 года выбрали цветы цитруса нацудайдай. Деревом избрали густоцветную сосну (14 сентября 1966), птицей — чёрного журавля (13 октября 1964), а животным — пятнистого оленя (13 октября 1964). Рыбой префектуры стала фугу (26 августа 1989).